# Jordan Badminton Federation
Die Jordan Badminton Federation (arabisch لاتحاد الاردني للريشة الطائرة) ist die oberste nationale administrative Organisation in der Sportart Badminton in Jordanien. Der Verband wurde im Juli 1993 gegründet und ist damit einer der jüngsten Badmintonverbände überhaupt.

## Geschichte
Bald nach der Gründung wurde die Jordan Badminton Federation Mitglied in der Badminton World Federation, damals noch als International Badminton Federation bekannt. Ebenso wurde die Föderation Mitglied in der Badminton Asia Confederation und der Arab Union for Badminton. Die Föderation gehört ebenfalls dem Nationalen Olympischen Komitee an.

## Bedeutende Veranstaltungen, Turniere und Ligen
- Jordanische Meisterschaft
- Jordan International